# Academia de Ciencias de Lituania
La Academia de Ciencias de Lituania (en lituano: Lietuvos mokslų akademija) es una Academia de Ciencias fundada en 1941 en Lituania. La sede de esta sociedad científica está situada en Vilna. Es un organismo autónomo, pero está subsidiado por el Estado.
El objetivo de la Academia es la movilización de científicos prominentes, para iniciar actividades que mejoren el bienestar de Lituania, para contribuir al desarrollo científico, social, cultural y económico del país. Su presidente desde 2009 es el bioquímico Valdemaras Razumas.
La Academia de Ciencias de Lituania es miembro de Consejo Internacional para la Ciencia (ICSU).

## Historia

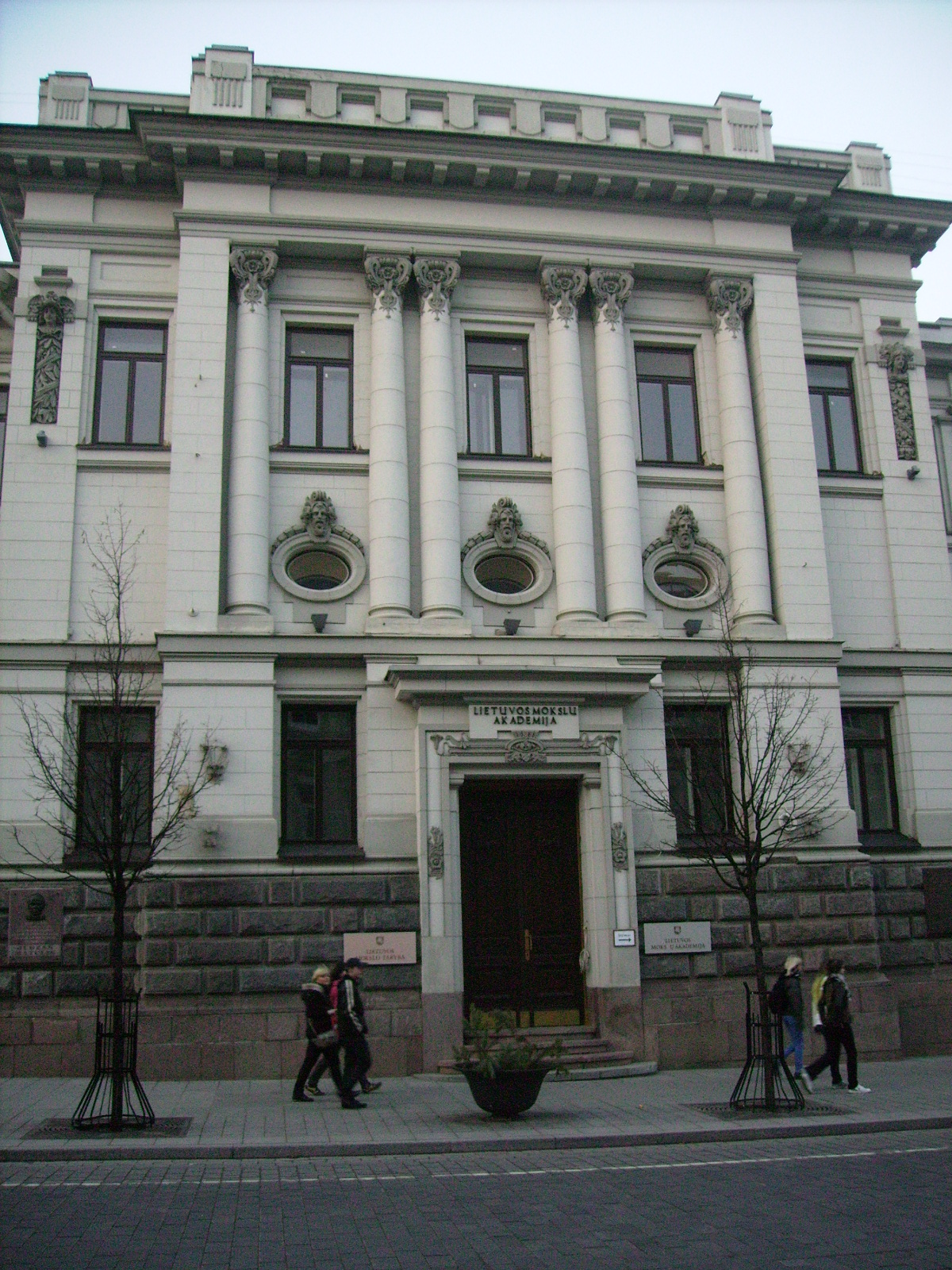
Edificio de la Academia.

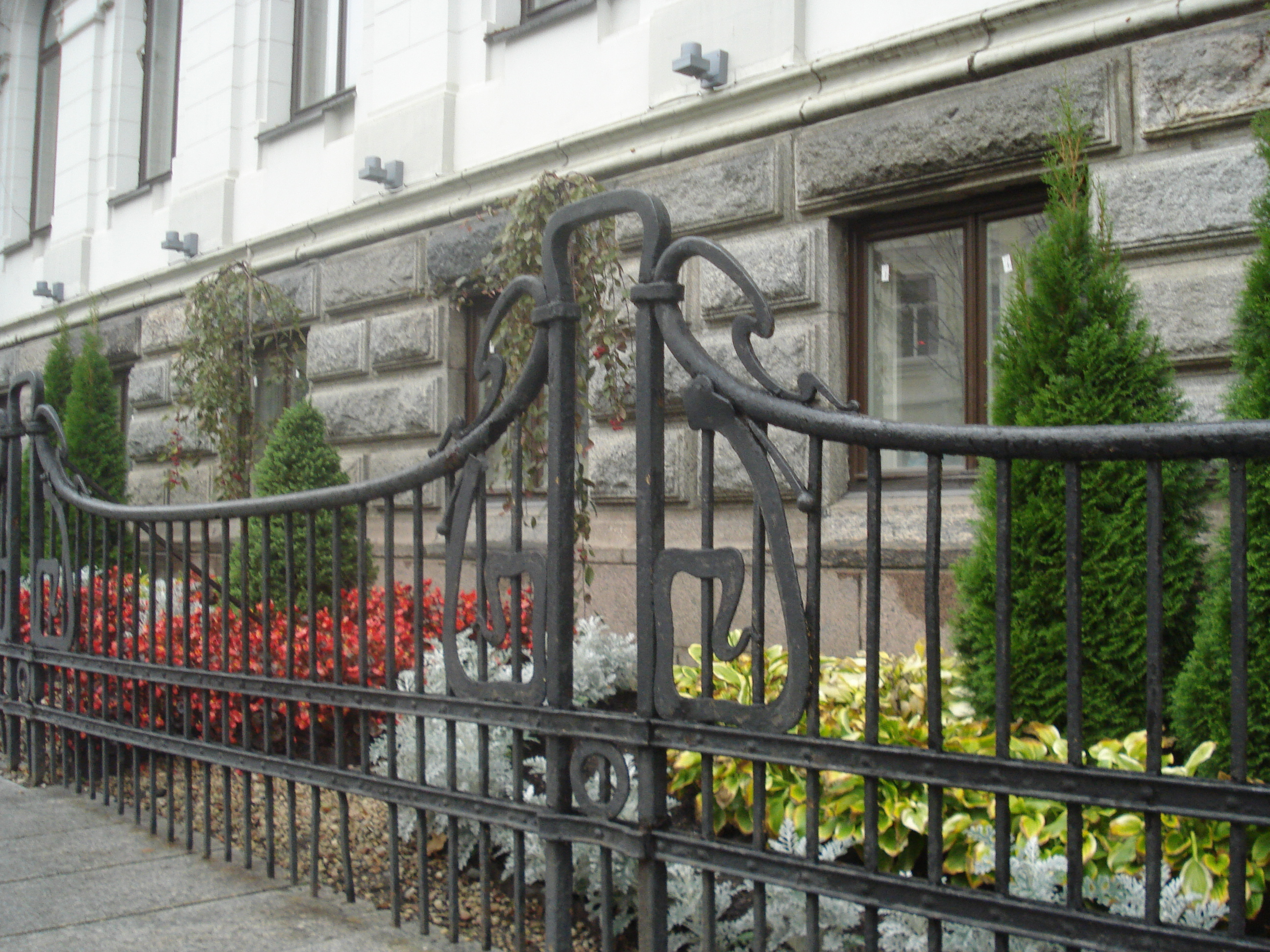
Reja art nouveau en una verja del edificio de la Academia.

El proyecto de crear una Academia de Ciencias en Lituania había sido planteado en el siglo XVIII por el jesuita Marcin Odlanicki Poczobutt (miembro de la Royal Society y de la Academia de Ciencias de Francia). La idea, sin embargo, no se llevó a cabo. A finales del siglo XIX y principios del XX, la idea fue acariciada de nuevo por algunos de los miembros de la Sociedad Científica de Lituania como Jonas Basanavičius, Jonas Šliūpas y otros. El proyecto fue iniciado en 1938 al crearse en Kaunas el Instituto de Literatura y Folclore de Lituania.
La Academia de Ciencias de la República Socialista Soviética de Lituania, como centro de investigación, fue establecida el 16 de enero de 1941 y estaba compuesta por los departamentos de humanidades, ciencias sociales y ciencias naturales. En el primero, se fundaron los Institutos de Lengua Lituana, Literatura Lituana, Historia Lituana, y de Etnología. Su primer presidente fue Vincas Krėvė-Mickevičius. Entre 1944 y 1945 permaneció cerrada por la Segunda Guerra Mundial y una vez acaba ésta, se estableció una Academia según el modelo de la Academia de Ciencias de la Unión Soviética. En 1945 se añadieron los Institutos de Economía, Derecho, Geología y Geografía, Química, Biología y Medicina Experimental. Entre el 20 de febrero y el 22 de octubre de 1946 se llevó a cabo la primera sesión de la Academia, durante la cual el Presidium electo, los nuevos miembros de pleno derecho y los miembros correspondientes adoptaron planes de investigación y plantearon las áreas de trabajo más importantes. En 1958, la Academia se estableció en el edificio actual, entre la avenida Gediminas y la calle Tilto de Vilna, que era la antigua sede de la filial del Banco Ruso Estatal construida por el arquitecto Mijaíl Prózorov en 1906-1909 en estilo historicista.
Hasta 1990 y la disolución de la URSS era denominada Academia de Ciencias de la República Socialista Soviética de Lituania, dándose la secesión de la Academia de Ciencias de Rusia. En ese momento había 17 institutos de investigación. El 12 de febrero de 1991 se adoptó en la República de Lituania la Ley de Ciencia y Estudios, que abolió formalmente las agencias características de la Academia, de modo que las antiguas instituciones educativas se convirtieron en instituciones de investigación autónomas. En 1993, el Seimas aprobó el nuevo Estatuto de la Academia, revisado en 2003 y el 19 de mayo de 2011.

## Presidentes de la Academia de Ciencias de Lituania
- 1941: Vincas Krėvė-Mickevičius

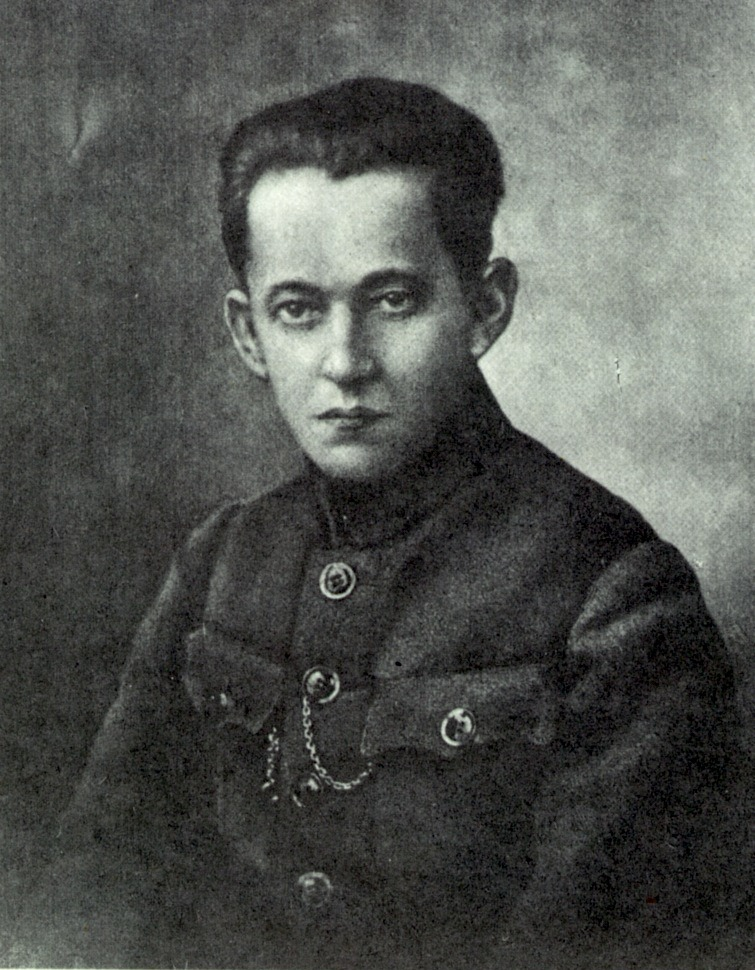
Vincas Krėvė-Mickevičius, primer presidente de la Academia.

- 1941-1942: Mykolas Biržiška (presidente del Consejo de Administración)
- 1942-1943: Vladas Yurgutis
- 1943-1944: Vincas Mykolaitis-Putinas
- 1946-1984: Juozas Matulis
- 1984-1992: Juras Požela
- 1992-2003: Benediktas Juodka
- 2003-2009: Zenonas Rokus Rudzikas
- 2009: Valdemaras Razumas

## Miembros de la Academia de Ciencias de Lituania[3]

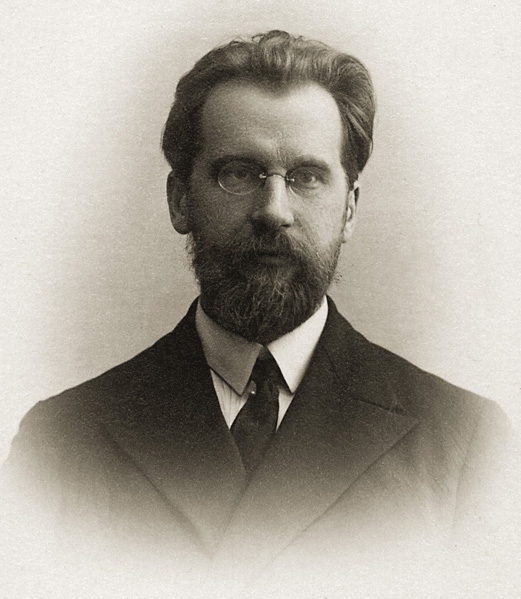
Mykolas Biržiška, segundo presidente de la Academia.

Destacan entre los que son o han sido miembros de pleno derecho de la Academia Albinas Kusta, Juozas Lazauskas, Algimantas Jonas Marcinkevičius, Vytas Antanas Tamošiūnas, Leonardas Sauka, Valdemaras Razumas, Vytautas Ostaševičius, Justinas Marcinkevičius, Antanas Salys, Paulius Slavėnas, Vytautas Statulevičius, Stasys Šalkauskis, Pranciškus Baltrus Šivickis, Eduardas Vilkas, Jurgis Brėdikis, Antanas Buračas, Algirdas Gaižutis, Edvardas Gudavičius, Benediktas Juodka, Leonardas Kairiūkštis, Vytautas Kontrimavičius, Jonas Kubilius, Alfonsas Merkys, Vytautas Merkys, Juras Požela, Kazimieras Ragulskis, Zenonas Rokus Rudzikas, Arvydas Šliogeris, Zigmas Zinkevičius, Juozas Balčikonis, Kazimieras Baršauskas, Kazimieras Bieliukas, Mykolas Biržiška, Vaclovas Biržiška, Aleksandras Čyras, Juozas Gaudrimas, Liudas Gira, Tadas Ivanauskas, Zenonas Ivinskis, Konstantinas Jablonskis, Adolfas Jucys, Juozas Jurginis, Vladas Jurgutis, Kostas Korsakas, Vincas Krėvė-Mickevičius, Jonas Kriščiūnas, Jonas Lankutis, Vladas Lašas, Juozas Matulis, Vincas Mykolaitis-Putinas, Jokūbas Minkevičius, Vladas Niunka, Rolandas Pavilionis, Antanas Purėnas, Raimundas Leonas Rajeckas y Vytautas Mažiulis, entre otros.
Entre los miembros correspondientes destacan Vytautas Basys, Vladas Algirdas Bumelis, Viktorija Daujotytė, Vincentas Dienys, Vladislavas Domarkas, Aleksas Stanislovas Girdenis, Leonas Kadžiulis, Antanas Kairys, Vytautas Kaminskas, Romualdas Karazija, Stasys Karazija, Domas Kaunas, Algirdas Sabaliauskas, Vytautas Straižys, Lionginas Šepetys, Gintautas Žintelis, Juozas Ambrazevičius-Brazaitis, Jonas Bučas, Jonas Bulavas, Juozas Bulavas, Jonas Dagys, Antanas Minkevičius, Povilas Pakarklis, Jonas Puzinas, Aleksandras Vanagas y Antanas Venclova, entre otros.
En la categoría de miembros expertos destacan Jūras Banys, Zenonas Dabkevičius, Arvydas Virgilijus Matulionis, Valentinas Mikelėnas, Vytautas Nekrošius, Remigijus Ozolinčius, Romanas Plečkaitis, Šarūnas Raudys, Virginijus Šikšnys, Antanas Tyla, Remigijus Žaliūnas, Artūras Žukauskas, Vladas Žulkus y Pranciškus Vaičekonis.
En la categoría de miembros extranjeros destacan, entre otros, Calyampudi Radhakrishna Rao, Baiba Rivža, Miguel Ángel Fernández Sanjuán, Alfred Erich Senn, Jānis Stradiņš, Voldemārs Strīķis, Wolfgang P. Schmid, Richard Villems, Antonino Zichichi, Lennart Schotte, Marija Gimbutienė, Algirdas Julius Greimas, Hans-Hartmut Peter, Panos M. Pardalos, Indrek Martinson, Guido Michelini, Romualdas Kašuba, Rienk van Grondelle, Aleksandr Alímov, Algirdas Antanas Avižienis, Petras Avižonis y Charlotte Froese Fischer.

## Actividades

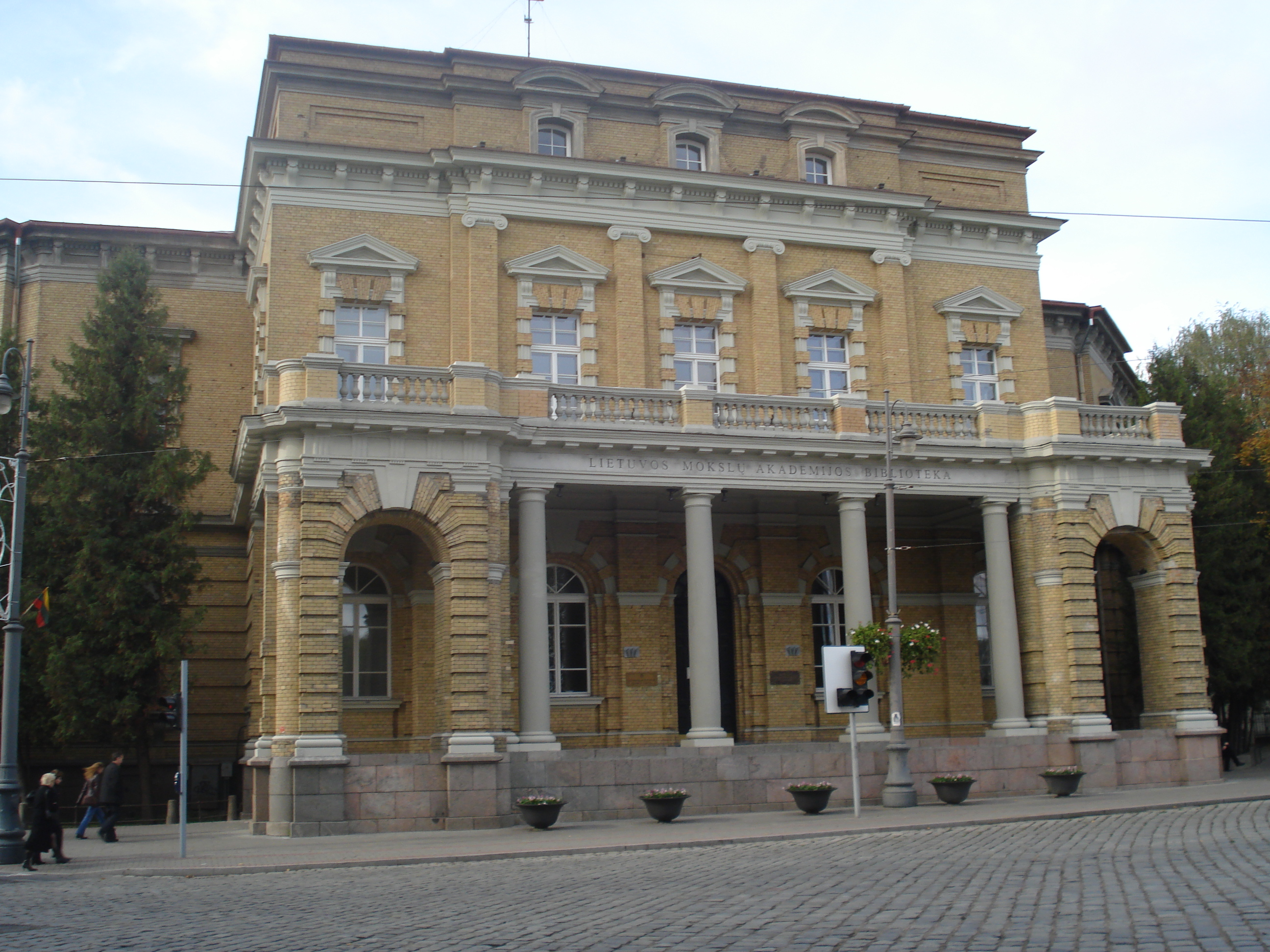
Biblioteca de la Academia de Ciencias de Lituania Tadas Vrublevskis.

Según el estatuto de 2011 la Academia lleva a cabo acuerdos de cooperación con 25 Academias de Ciencias extranjeras y otros centros de investigación, con el apoyo de la UE en el financiamiento de proyectos estructurales (Biblioteca Tadas Vrublevskis) y publicaciones. La Academia organiza conferencias y seminarios científicos nacionales e internacionales con investigadores extranjeros, encuentros científicos, lecturas y exposiciones académicas. La Academia organiza el Premio de Ciencias de Lituania y otorga becas. La Academia puede tener hasta 120 miembros activos. Los miembros de más de 75 años pasan a ser miembros honorarios. No hay límite para los miembros extranjeros.

## Estructura

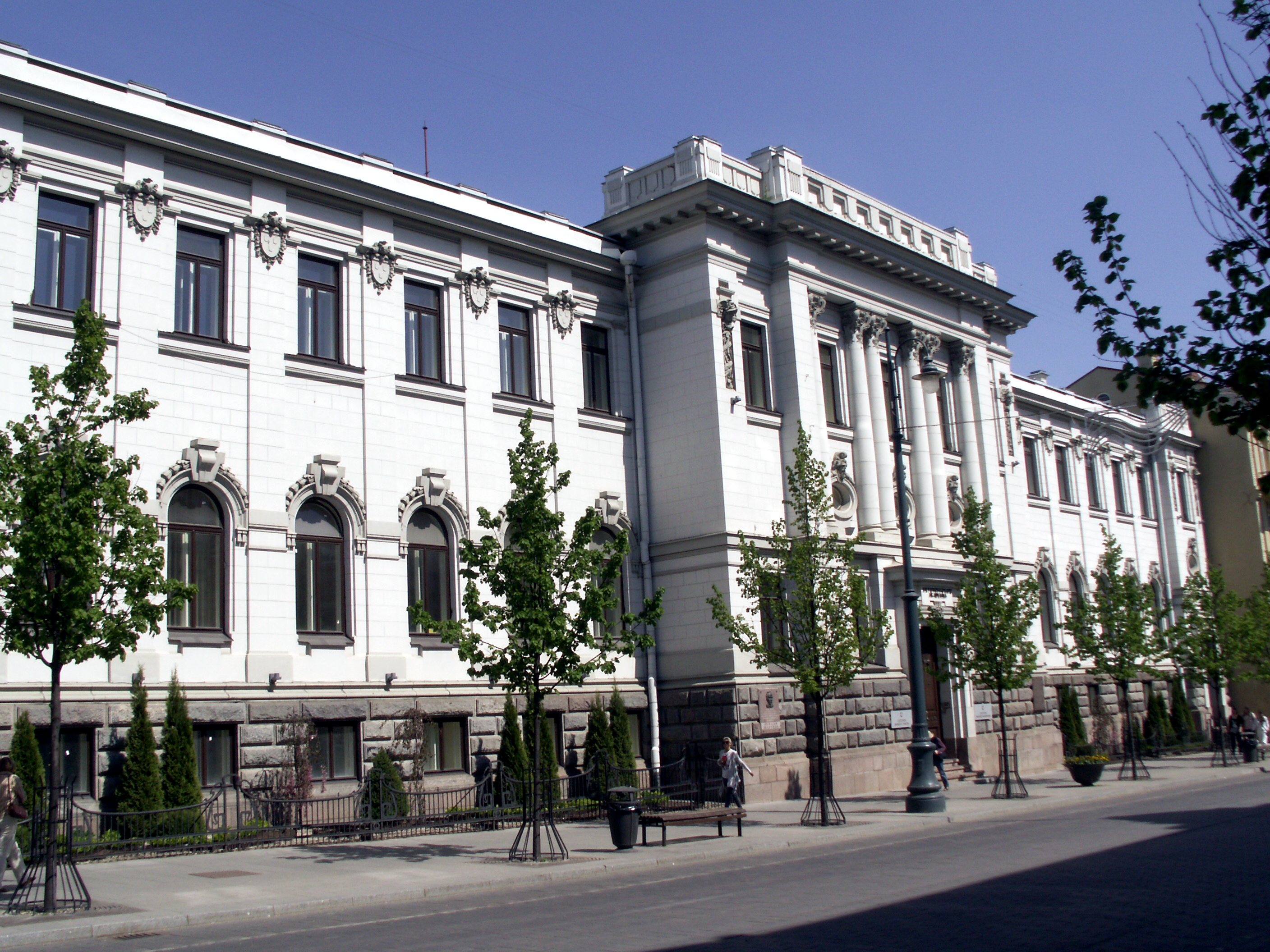
Edificio de la Academia.

La Academia de Ciencias está compuesta por cinco secciones:
- Sección de Ciencias Humanas y Sociales.
- Sección de Ciencias Químicas, Físicas y Matemáticas.
- Sección de Biología, Medicina y Ciencias de la Tierra.
- Sección de Ciencias Agrónomas y Silvicultura.
- Sección de Ciencias Técnicas.

## Premios
La Academia de Ciencias de Lituania ha establecido dieciséis premios a diferentes ramas de la ciencia que se entregan cada cuatro años. Kazimieras Baršauskas (electrónica), Povila Brazdžiūnas (física experimental), Kazimieras Būga (lingüística), Juozas Dalinkevičius (ciencias de la Tierra), Simonas Daukantas (historia), Tadas Ivanauskas (ecología), Adolfas Jucys (física teórica), Vincas Krėvė-Mickevičius (literatura), Jonas Kriščiūnas (ciencias agrícolas), Vladas Lašas (medicina), Juozas Matulis (química), Albinas Rimka (economía), Kazimieras Simonavičius (mecánica), Pranciškus Šivickis (biología), Algirdas Žukauskas (térmica).
La Academia, junto a Fondo Teodoras Grotusas, establecieron el Premio Teodoras Grotusas, dotado de una medalla y una beca. El departamento de Ciencias Humanas y Sociales estableció el Premio Kazimieras Meškauskas, para jóvenes científicos económicos. En 2001 se estableció la "Medalla a los 60 Años de la Academia de Ciencias".

## Publicaciones
- Acta Medica Lituanica
- Baltica
- Biologija
- Chemija
- Ekologija
- Energetika
- Filosofija. Sociologija
- Geografija
- Geologija
- Lituanistika
- Pheromones
- Menotyra
- Žemės ūkio mokslai